# Burgruine Karlstein
Die Burgruine Karlstein ist eine Burgruine auf einem Felsen im Bad Reichenhaller Ortsteil Karlstein im Landkreis Berchtesgadener Land in Bayern.
Die Ruine ist als Baudenkmal in die Bayerische Denkmalliste eingetragen, mittelalterliche und frühneuzeitliche Bodenfunde sind als Bodendenkmal vermerkt.

## Lage
Die Ruine der Gipfelburg liegt bei 615 m oberhalb des Thumsees auf einem steilen Felsen und ist auf dem letzten Teilstück eines Wanderweges nur über eine lange Metalltreppe zu erreichen. Der Burgruine vorgelagert liegt heute die kath. Wallfahrtskirche St. Pankraz. An Stelle dieses in den Jahren 1687–1689 erbauten barocken Kirchleins trug der Pankrazfelsen wohl im Hochmittelalter eine Vorburg.
An der Nordflanke des Felsens, direkt unterhalb der heutigen Burgruine, fanden sich zahlreiche Wohnstätten aus der Bronzezeit, die Teil der vorgeschichtlichen Siedlungsplätze von Karlstein sind. Auf dem Haiderburgstein, der sich nordöstlich der Kirche St. Pankraz erhebt, konnten Wohnstätten der Bronze- und Urnenfelderzeit nachgewiesen werden. Vermutlich war zu dieser Zeit auch der Bereich, in dem sich heute die Burg befindet, besiedelt. Da das Areal jedoch im Mittelalter überbaut wurden, fehlen archäologische Nachweise.

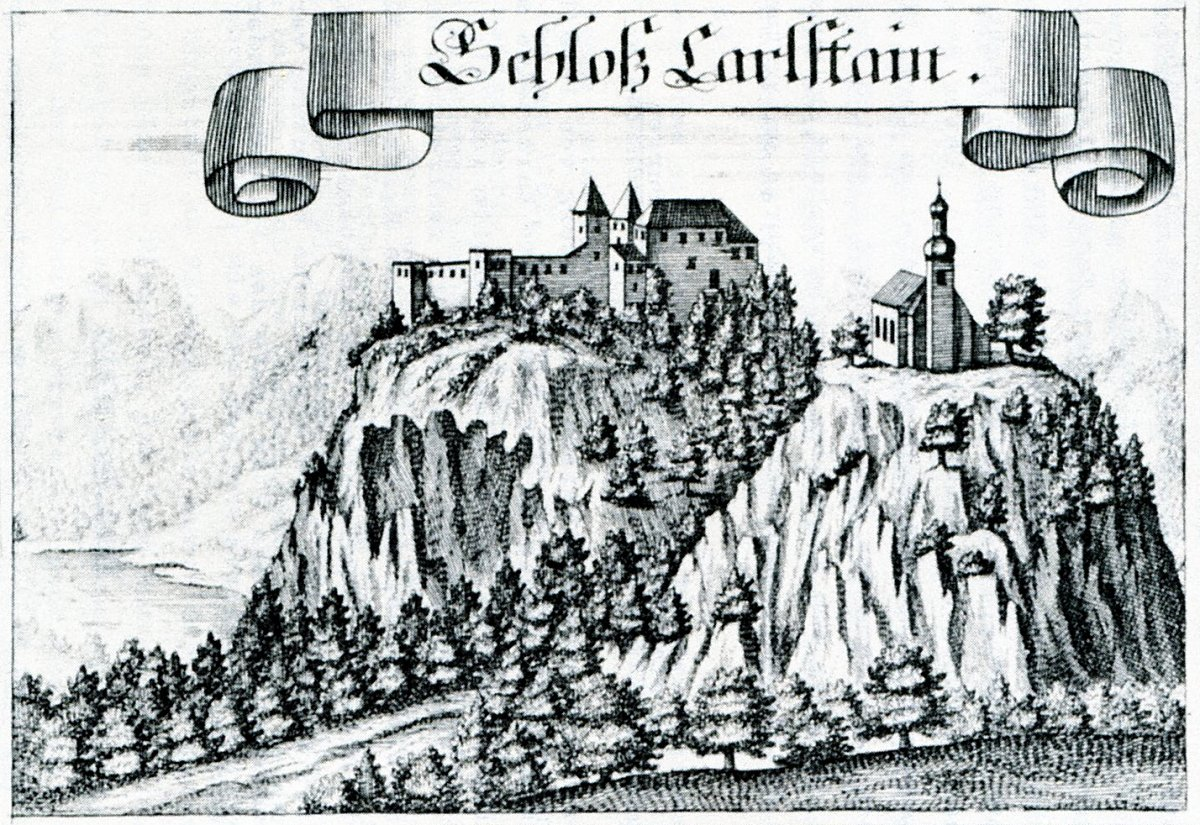
Kupferstich von Michael Wening, um 1700

## Geschichte
Konrad von Peilstein ließ die Befestigungsanlage kurz vor 1150 erbauen. Das in Niederösterreich beheimatete Geschlecht der Peilsteiner folgte hier vermutlich einem Ruf des Salzburger Erzbischofs, der den Peilsteiner Grafen zu seinem weltlichen Vertreter vor Gericht (Vogt) bestimmt hatte. Gegen Ende des 12. Jahrhunderts lebte hier ein Burghauptmann namens „Karl“, nach dem vermutlich die gesamte Anlage benannt wurde. Erstmals urkundlich erwähnt wurde die Burg im Jahre 1208.
1218 gelangte Karlstein an den Bayernherzog, der seinen Dienstmannen fortan die Pflege der Burg übertrug. Seit dem ausgehenden Mittelalter besaß Karlstein die niedere Gerichtsbarkeit über eine größere Nachbarschaft, die so genannte Hofmark. Jeweils auf Lebenszeit vergab der Bayernherzog gegen entsprechende Zahlungen Burg und Hofmark Karlstein an Reichenhaller Patrizier oder hochrangige Beamte, die einen ihrem Stand angemessenen Wohnsitz suchten. Unter der mächtigen Familie Fröschl von Marzoll und Tauerstein wurde die Burg zum Schloss umgebaut und blieb in dieser Form bis zu ihrem Verfall im ausgehenden 17. Jahrhundert.
Neben einem erhalten gebliebenen Rundbogentor aus der Spätzeit der Anlage erhob sich als ein länglicher Bau mit eingezogenem Rechtecktor, die dem hl. Andreas geweihte Burgkapelle. So wie die Kapelle in die Erbauungszeit der Burganlage fällt, stammt auch die Umfassungsmauer aus der Zeit vor 1150. Im Westen der Burg kam es 1671 zum Abriss der stark baufälligen Außenmauer.

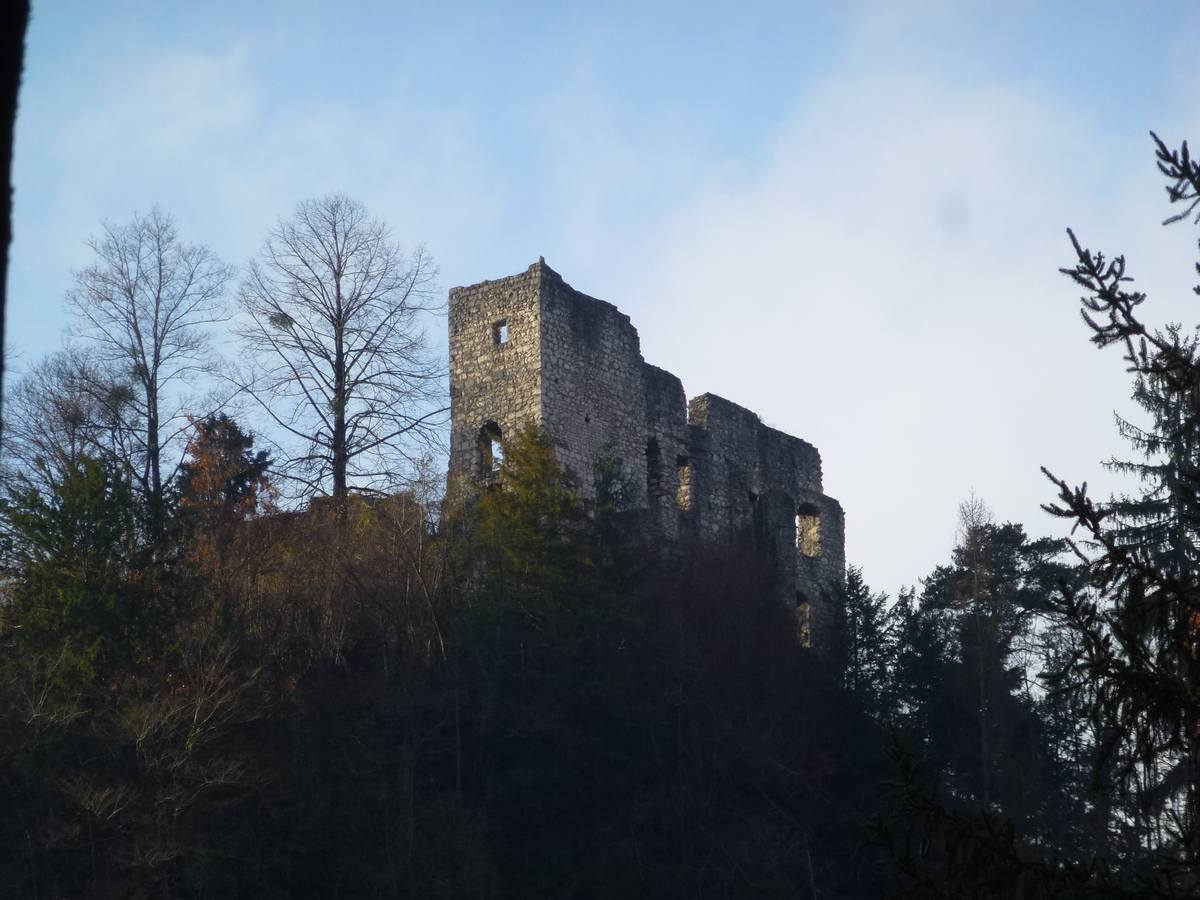
Ruine Karlstein, östlicher Teil

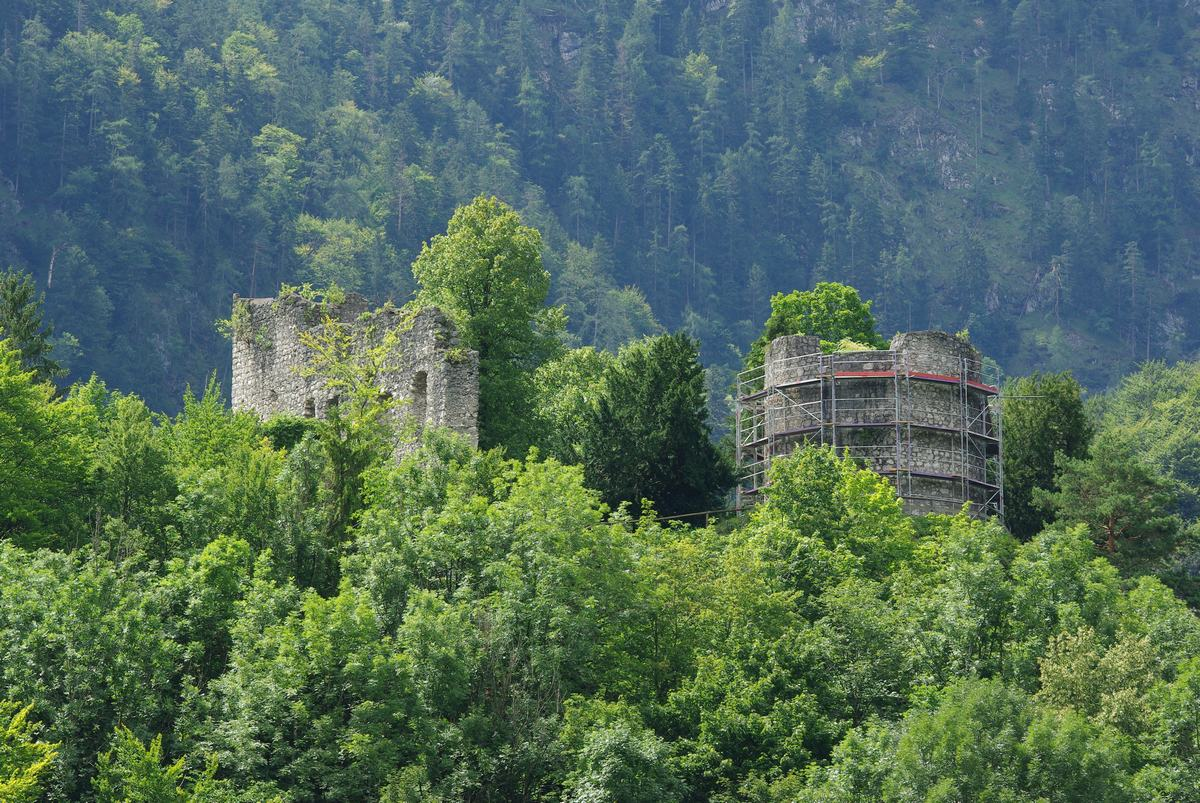
Während der Renovierungsarbeiten III/2012

Nach längerer Sperrung für die Öffentlichkeit führten die Bayerischen Staatsforsten als Eigentümer der Burg von Juli bis Mitte Dezember 2012 eine grundlegende denkmalgerechte Sanierung der Anlage durch. Ein 6 m² großes Loch in der westlichen Wand wurde geschlossen, die Mauern ausgebessert und zum Teil abgestützt und es wurde an vielen Stellen der Putz erneuert. Der Baumbewuchs innerhalb der Burgmauern und außen am Felsen wurde teilweise entfernt, die Fensterstürze wurden mit neuen Eichenbohlen verstärkt und der Fußweg zur Burg stellenweise ausgebessert oder verlegt.

## Beschreibung
Erhalten hat sich aus der Spätzeit der Anlage das großzügig gestaltete Rundbogentor. Inmitten der Burganlage befinden sich noch heute die Reste einer annähernd quadratischen Zisterne, worin das Regenwasser gesammelt wurde. Auf der höchsten Stelle des Innenhofes erhebt sich ein Rundturm, der – mit einem Hocheingang ausgestattet – die Funktion eines Bergfriedes erfüllte. Zeitlich datiert er in die erste Hälfte des 13. Jahrhunderts, in jene Zeit also, als Karlstein in den Besitz des Bayernherzogs übergegangen war.
Die Anlage ist als Bau- und Bodendenkmal, „untertägige mittelalterliche und frühneuzeitliche Befunde im Bereich der Burgruine Karlstein“ geschützt.

## Sonstiges
Die Burgruine Karlstein ist eine Station auf dem Reichenhaller Burgenweg. Dieser knapp 30 km lange Rundwanderweg führt zu 17 Burgen, Schlössern und Befestigungsanlagen in Bad Reichenhall und den umliegenden Gemeinden.